# Villenauxe-la-Petite
Villenauxe-la-Petite – miejscowość i gmina we Francji, w regionie Île-de-France, w departamencie Sekwana i Marna. Przez miejscowość przepływa Sekwana. 
Według danych na rok 1990 gminę zamieszkiwało 271 osób, a gęstość zaludnienia wynosiła 13 osób/km² (wśród 1287 gmin regionu Île-de-France Villenauxe-la-Petite plasuje się na 945. miejscu pod względem liczby ludności, natomiast pod względem powierzchni na miejscu 66.).